# 岡田晃 (医学者)
岡田 晃（おかだ あきら、1929年（昭和4年）12月22日 - 2023年（令和5年）10月3日）は、日本の医学者。医学博士（北海道大学）。元金沢大学学長。元金沢星稜大学学長。日本学術会議会員。

## 来歴
1954年北海道大学医学部医学科卒業。1959年同大学院医学研究科博士課程修了。同年、福島県立医科大学医学部助教授。1962年札幌医科大学医学部助教授。同年、西ドイツ・マックス・プランク労働生理学研究所に留学。1967年札幌大学医学部教授。1972年金沢大学医学部教授。1990年同医学部長。1993年金沢大学学長に就任。1994年金沢大学退官。同名誉教授。金沢経済大学人間科学部教授。2000年金沢経済大学学長に就任。2004年同退職。2023年10月3日死去。叙正三位。

## 研究領域
専門は公衆衛生学。特に、物理的環境刺激と生体反応を研究。

## 受賞歴・栄典
- 北海道医師会賞
- 日本医師会医学研究助成費賞
- 道路と交通論文賞
- 国際環境複合影響研究大賞（1988年）
- 瑞宝重光章（2006年11月）[3]
- 正三位（2023年10月）

## エピソード
国際環境複合影響研究大賞を、日本人で初めて受賞。

## 主著
- 福山裕三と共著『図説公衆衛生学』（金原出版、1982年）
- 館正知と共編『新衛生公衆衛生学』（南山堂、1986年）